# Adam Kaźmierczyk
Adam Wojciech Kaźmierczyk (ur. 26 września 1962) – polski historyk, kierownik Zakładu Historii Żydów i dyrektor Instytutu Judaistyki Uniwersytetu Jagiellońskiego.
W 1987 ukończył studia historyczne na Uniwersytecie Jagiellońskim. Był stypendystą Fundacji Na Rzecz Nauki Polskiej (1993). W 1993 uzyskał stopień doktora. Promotorem dysertacji doktorskiej był Józef Andrzej Gierowski. 
W 2003 został doktorem habilitowanym, na podstawie dorobku naukowego oraz rozprawy: Żydzi w dobrach prywatnych - w świetle sądowniczej i administracyjnej praktyki dóbr magnackich w XVI-XVIII wieku. Jego zainteresowania badawcze obejmują czasy nowożytne. Koncentruje się na problematyce żydowskiej oraz prawno-sądowej. Współpracownik Polskiego Słownika Biograficznego.

## Wybrane publikacje
- Sejmy i sejmiki szlacheckie wobec Żydów w II połowie XVII wieku (1994)
- Materiały źródłowe do dziejów Żydów w księgach grodzkich województwa krakowskiego z lat 1674-1696, tom 1, Lata 1674-1683 (1995)
- The problem of Christian servants as reflected in the legal codes of the Polish-Lithuanian commonwealth during the second half of the seventeenth century and in the Saxon period (1997)
- Żydzi Polscy 1648-1772. Źródła. (2001)
- Żydzi w dobrach prywatnych. W świetle sądowniczej i administracyjnej praktyki dóbr magnackich w wiekach XVI-XVIII (2002)
- Materiały źródłowe do dziejów Żydów w księgach grodzkich województwa krakowskiego z lat 1674-1696, tom 2, Lata 1684-1696 (2009)
- Rodziłem się Żydem. Konwersje Żydów w Rzeczypospolitej w XVII-XVIII wieku (2015)